# واکانا یاماشیتا
واکانا یاماشیتا (انگلیسی: Wakana Yamashita؛ زادهٔ ۲۱ سپتامبر ۱۹۸۴) بازیگر اهل ژاپن است.